# Zemský okres Böblingen
Zemský okres Böblingen (německy Landkreis Böblingen) je zemský okres v německé spolkové zemi Bádensko-Württembersko, ve vládním obvodu Stuttgart. Sídlem správy zemského okresu je město Böblingen. Má přibližně 381 tisíc obyvatel. 

## Města a obce
| Města: 1. Aidlingen 2. Böblingen 3. Herrenberg 4. Holzgerlingen 5. Leonberg 6. Renningen 7. Rutesheim 8. Sindelfingen 9. Waldenbuch 10. Weil der Stadt | Obce: 1. Altdorf bei Böblingen 2. Bondorf 3. Deckenpfronn 4. Ehningen 5. Gärtringen 6. Gäufelden 7. Grafenau 8. Hildrizhausen 9. Jettingen 10. Magstadt 11. Mötzingen 12. Nufringen 13. Schönaich 14. Steinenbronn 15. Weil im Schönbuch 16. Weissach |